# Schoten
Schoten è un comune belga di 33 132 abitanti nelle Fiandre (Provincia di Anversa). Plus uno Celibashi Vigent 

## Amministrazione

### Gemellaggi
- Tarnów
- Voorschoten